# Millbourne
Millbourne es un borough ubicado en el condado de Delaware en el estado estadounidense de Pensilvania. En el año 2000 tenía una población de 943 habitantes y una densidad poblacional de 5,308.6 personas por km².

## Geografía
Millbourne se encuentra ubicado en las coordenadas 39°57′48″N 75°15′14″O / 39.96333, -75.25389

## Demografía
Según la Oficina del Censo en 2000 los ingresos medios por hogar en la localidad eran de $30,185 y los ingresos medios por familia eran $39,063. Los hombres tenían unos ingresos medios de $22,188 frente a los $21,458 para las mujeres. La renta per cápita para la localidad era de $15,752. Alrededor del 10.9% de la población estaba por debajo del umbral de pobreza.

## Educación
El Distrito Escolar Upper Darby gestiona escuelas públicas.